# SOS 18
SOS 18 ist eine französische Fernsehserie um Einsätze und Privatleben der Angehörigen einer fiktiven Feuerwehr in Angoulême. Die titelgebende 18 ist neben der 112 der französische Feuerwehr-Notruf. Von Juni 2002 bis November 2010 wurden 39 Folgen in 6 Staffeln inklusive dreier Pilotfolgen für den Sender France 3 produziert. TV5MONDE strahlt die Serie mit deutschen Untertiteln aus.